# لایل تیلور
لایل تیلور (انگلیسی: Lyle Taylor؛ زادهٔ ۲۹ مارس ۱۹۹۰) بازیکن فوتبال اهل بریتانیا است که برای باشگاه ناتینگهام فارست بازی می‌کند.
از باشگاه‌هایی که در آن بازی کرده‌است می‌توان به باشگاه فوتبال ای‌اف‌سی ویمبلدون، باشگاه فوتبال ای‌اف‌سی بورنموث، باشگاه فوتبال ووکینگ، باشگاه فوتبال شفیلد یونایتد، باشگاه فوتبال لوس، باشگاه فوتبال کونکورد رانجرز، باشگاه فوتبال اسکانتورپ یونایتد، باشگاه فوتبال پاتریک تیسل، باشگاه فوتبال هرفورد یونایتد، باشگاه فوتبال ایست‌بورن بورو، باشگاه فوتبال فالکیرک، و باشگاه فوتبال میلوال اشاره کرد.
وی همچنین در تیم ملی فوتبال مونتسرات بازی کرده‌است.